# گرفته
در آواشناسی و واج‌شناسی، گرفته (به انگلیسی: obstruent) مشخصهٔ آوایی‌ای است که تولید آن با نوعی گرفتگی در مسیر جریان هوا همراه است. [k]،[d͡ʒ]، و [f] نمونه‌هایی از آواهای گرفته هستند. در آواشناسی، تولید آواها را می‌توان به دو دستهٔ بزرگِ گرفته و رسا sonorant تقسیم کرد.
تمامی مشخصه‌های آوایی گرفته حروف ساکن هستند.